# Balatonlelle
Balatonlelle è una città di 5.017 abitanti situata nella contea di Somogy, nell'Ungheria centro-occidentale.